# Super Mâles
Super Mâles est une série télévisée française créée par Noémie Saglio, Julien Teisseire et Estelle Koenig, réalisée par Noémie Saglio et Olivier Rosemberg, et diffusée depuis le 24 janvier 2025 sur Netflix.
Il s'agit de l'adaptation française de la série espagnole Machos alfa, également présente sur Netflix.

## Synopsis
Tom, Cédric, Jérémie et Tonio sont quatre amis quadragénaires. Ils naviguent entre crises existentielles, galères professionnelles et tumultes amoureux à Paris. Leurs compagnes les considèrent comme des mâles alphas. Ils vont donc devoir faire un stage pour remédier à  leur principes.

## Distribution
- Manu Payet : Tom
- Guillaume Labbé : Cédric
- Antoine Gouy : Jérémie
- Vincent Heneine : Tonio
- Mélanie Bernier : Delphine, la compagne de Tonio
- Ariane Mourier : Cécile, la compagne de Jérémie
- Olga Kurylenko : Léna, la compagne de Cédric
- Pilar Morados : Janetta, la femme de ménage de Cédric et Léna
- Eve Saglio-Dru-Taylor : Magda, la fille de Cédric
- Frankie Wallach : Camille, la gardienne
- Alysson Paradis : Andréa, l’ex compagne de Tom
- Rafael Trovato : Milo, le fils de Tom et Andréa
- Alexandre Auvergne : Jordan, le coach sportif de Cécile
- Justine Le Pottier : Carine, la maîtresse de Tonio
- Franck Gastambide : le coach anti mâles alphas
- Sébastien Lalanne : Jean-Marie, le collègue de Cédric (épisode 1)

## Épisodes

### Première saison (2025)
1. On est mâles (40 min)
2. Mâles entendus (32 min)
3. Mâles en pis (35 min)
4. Mâles des cavernes (31 min)
5. Mâles barrés (33 min)
6. Mâles au cœur (32 min)